# Badens
Badens là một xã của Pháp, nằm ở tỉnh Aude trong vùng Occitanie. Người dân địa phương trong tiếng Pháp gọi là Badenois.

## Hành chính
| Danh sách các xã trưởng                |           |                    |      |                                    |
| Giai đoạn                              | Giai đoạn | Tên                | Đảng | Tư cách                            |
| 1790                                   | 1791      | CATHARY Paulin     |      |                                    |
| 1791                                   | 1792      | GIEULLES Bernard   |      |                                    |
| 1792                                   | 1793      | DERGRAND Georges   |      |                                    |
| 1793                                   | 1794      | CATHARY Guillaume  |      |                                    |
| 1794                                   | 1800      | CATHARY Paulin     |      |                                    |
| 1800                                   | 1813      | DEGRAND Georges    |      |                                    |
| 1813                                   | 1828      | CAFFORT Barthélémy |      |                                    |
| 1828                                   | 1864      | BOYER Georges      |      |                                    |
| 1864                                   | 1870      | BOYER Léo          |      |                                    |
| 1870                                   | 1870      | FERRET Raymond     |      |                                    |
| 1870                                   | 1871      | CATHARY Antoine    |      |                                    |
| 1871                                   | 1876      | ROQUES Pierre      |      |                                    |
| 1876                                   | 1877      | CATHARY Antoine    |      |                                    |
| 1877                                   | 1877      | FERRET Raymond     |      |                                    |
| 1877                                   | 1888      | CATHARY Antoine    |      |                                    |
| 1888                                   | 1892      | CAFFORT Aimé       |      |                                    |
| 1892                                   | 1900      | POUDOU Jean        |      |                                    |
| 1900                                   | 1904      | REVERDY Paul       |      |                                    |
| 1904                                   | 1907      | MARTIGNOLE Jacques |      |                                    |
| 1907                                   | 1929      | BON Joseph         |      |                                    |
| 1929                                   | 1944      | FERRET Raymond     |      |                                    |
| 1944                                   | 1945      | PASCAL Urbain      |      |                                    |
| 1945                                   | 1965      | MAHOUX Jules       |      |                                    |
| 1965                                   | 1983      | POUDOU Jean        |      |                                    |
| 1983                                   | 2014      | Robert Alric       | PS   | Tổng ủy viên hội đồng tổng Capendu |
| Tất cả các dữ liệu trước đây không rõ. |           |                    |      |                                    |

## Thông tin nhân khẩu
| Năm | 1962 | 1968 | 1975 | 1982 | 1990 | 1999 |
| --- | ---- | ---- | ---- | ---- | ---- | ---- |
| Dân số | 545  | 662  | 519  | 554  | 570  | 626  |
| From the year 1968 on: No double counting—residents of multiple communes (e.g. students and military personnel) are counted only once. |      |      |      |      |      |      |

## Nhân vật nổi bật
- Georges Guille
- Gérald Branca
- Henri Gout (1876-1953)